# Giovanni Cheli

Wappen von Giovanni Kardinal Cheli

Giovanni Kardinal Cheli (* 4. Oktober 1918 in Turin, Italien; † 8. Februar 2013 in Rom) war ein vatikanischer Diplomat und Kurienkardinal der römisch-katholischen Kirche.

## Leben
Giovanni Cheli studierte Philosophie und Katholische Theologie in Asti sowie am Päpstlichen „Athenaeum Lateranense“ und erwarb dort das Lizentiat im Fach Theologie und einen Doktortitel im Kanonischen Recht. Am 21. April 1942 empfing er in Asti das Sakrament der Priesterweihe. Anschließend arbeitete er als Jugendseelsorger der Katholischen Aktion und unterrichtete Französisch, Geschichte und Mathematik am Priesterseminar seiner Heimatdiözese.
Nach weiteren Studien von 1949 bis 1952 an der Päpstlichen Diplomatenakademie in Rom trat er in den diplomatischen Dienst des Heiligen Stuhls ein. Er war zunächst von 1952 bis 1955 Attaché an der Apostolischen Nuntiatur in Guatemala. Währenddessen war er gleichzeitig Dozent an der Katholischen Universität „Santa Maria“ in Guatemala-Stadt und bekam am 2. März 1953 von Papst Pius XII. den Titel Geheimkämmerer Seiner Heiligkeit verliehen. Von 1955 bis 1962 war er Sekretär an der Nuntiatur in Spanien und von 1962 bis 1967 Nuntiaturrat in Italien. Papst Paul VI. ernannte ihn am 1. März 1965 zum Hausprälat Seiner Heiligkeit. Von 1967 bis 1973 arbeitete Cheli für den Päpstlichen Rat für öffentliche Angelegenheiten an der römischen Kurie.
1973 berief ihn Paul VI. zum Ständigen Beobachter des Heiligen Stuhls bei den Vereinten Nationen in New York. Am 8. September 1978 ernannte ihn Papst Johannes Paul I. zum Titularerzbischof von Santa Giusta. Die Bischofsweihe spendete ihm Kardinalstaatssekretär Jean-Marie Villot am 16. September desselben Jahres; Mitkonsekratoren waren die Kurienerzbischöfe Giuseppe Caprio und Agostino Casaroli.
Papst Johannes Paul II. ernannte Cheli am 18. September 1986 zum Pro-Präsidenten des Päpstlichen Rates der Seelsorge für Migration und Tourismus, dessen Name am 28. Juni 1988 in „Päpstlicher Rat der Seelsorge für die Migranten und Menschen unterwegs“ geändert wurde. Am 1. März 1989 wurde Giovanni Cheli zum Präsidenten desselben Rates berufen.
Im Konsistorium vom 21. Februar 1998 nahm ihn Johannes Paul II. als Kardinaldiakon mit der Titeldiakonie Santi Cosma e Damiano in das Kardinalskollegium auf. Als Motto wählte Cheli Unitas in Charitate („Einheit in der Barmherzigkeit“). Er kritisierte öffentlich die Invasion des Irak durch die USA während des Irakkrieges 2001.
Am 1. März 2008 erhob ihn Papst Benedikt XVI. zum Kardinalpriester pro hac vice. Cheli starb 2013 im Alter von 94 Jahren. Beigesetzt wurde er in der Kathedrale Santa Maria Assunta in Asti.

## Ehrungen
- Orden de Isabel la Católica[1]
- Großes Bundesverdienstkreuz[1] (30. Januar 1968)[2]
- Verdienstorden der Italienischen Republik[1]